# Sinope

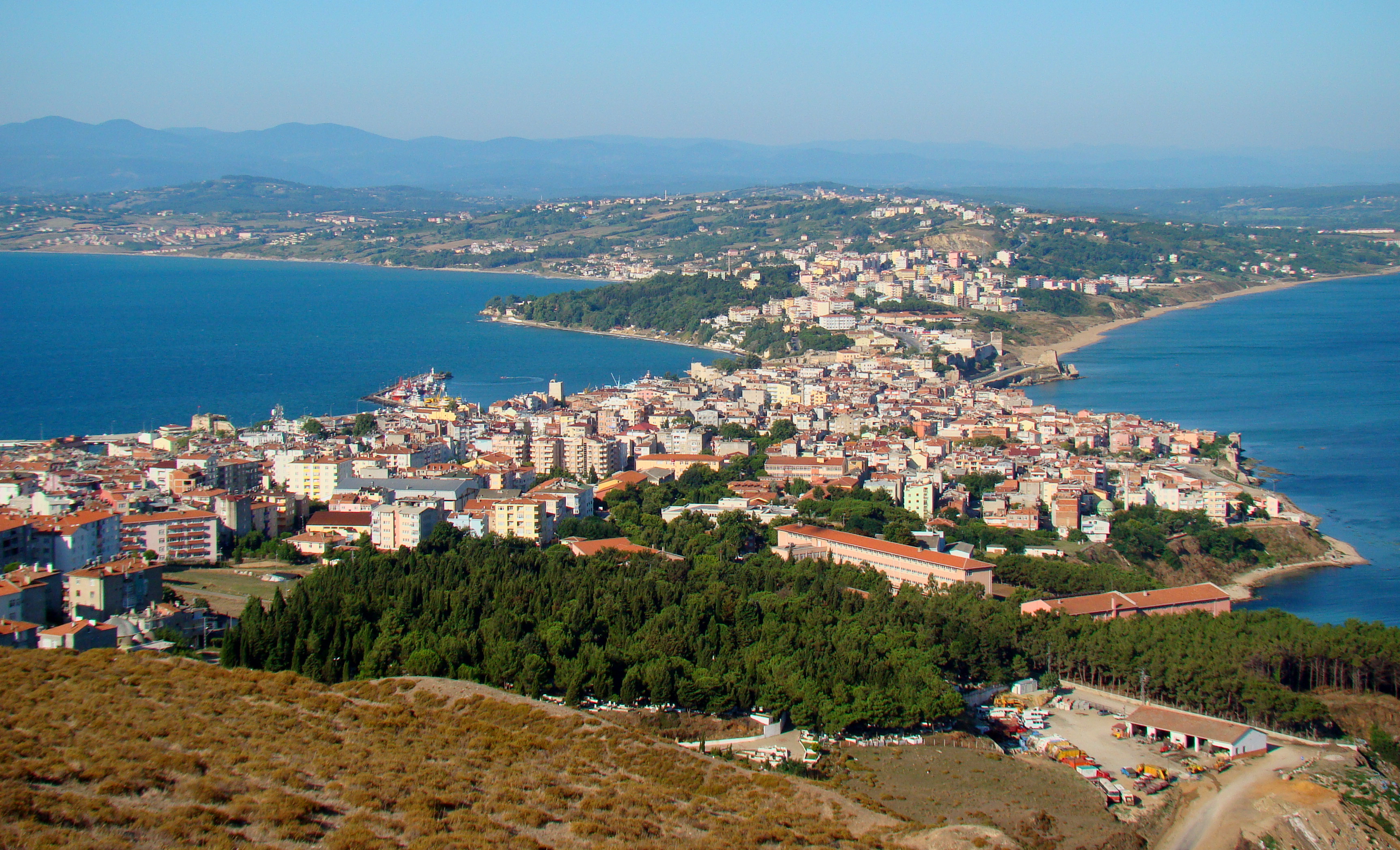
Sinope, en Turquía, nombrado en honor a la figura mitológica homónima.

En la mitología griega, Sinope (en griego antiguo: Σινώπη) era, según un escolio, hija de Ares con Egina según los órficos, de Ares y Parnasa según otros, pero según Eumelo y Aristóteles, de Asopo. En la versión en la que se dice hija de Ares Sinope a veces puede ser identificada como una de las amazonas.
Asopo, unido a Metope, hija del Ladón, tuvo varios hijos e hijas, entre ellas a las náyades Asópides. Una de ellas, Sinope fue raptada por Apolo y llevada al lugar donde actualmente se encuentra la ciudad que por ella recibe el nombre de Sinope. De ella y de Apolo nació un hijo, Siro, que fue rey de aquellos que por él recibieron el nombre de sirios. Sinope se encuentra cerca del Ponto Euxino. 
Otros dicen que los argonautas pisaron la tierra de Asiria. Allí se dice que Zeus, engañado por sus propias promesas, estableció a Sinope, la hija de Asopo, y le concedió la virginidad. Pues él deseaba su amor y accedió a otorgarle lo que en su corazón anhelara. Mas ella con astucia le pidió la virginidad. Así también burló a Apolo que ansiaba compartir su lecho y, tras ellos, al río Halis. Tampoco ninguno de los hombres la domeñó en amorosos abrazos.